# San Esteban Atatlahuca
San Esteban Atatlahuca är en kommun i Mexiko.   Den ligger i delstaten Oaxaca, i den sydöstra delen av landet, 300 km sydost om huvudstaden Mexico City.
Följande samhällen finns i San Esteban Atatlahuca:
- Independencia
- Mier y Terán
- Morelos
- Guerrero Grande
- Ndoyonoyuji
- Progreso
- Yucuiji